# قطعنامه ۱۷۹۱ شورای امنیت
قطعنامه ۱۷۹۱ شورای امنیت سازمان ملل متحد که در تاریخ ۱۹ دسامبر ۲۰۰۷ تصویب شد، سندی بین‌المللی دربارهٔ بررسی وضعیت در بوروندی است. این قطعنامه طی نشست ۵۸۰۹ام با ۱۵ رای موافق، ۰ مخالف و ۰ ممتنع تصویب شد.